# Tepebölmesi, Alaçam
Tepebölmesi là một xã thuộc huyện Alaçam, tỉnh Samsun, Thổ Nhĩ Kỳ. Dân số thời điểm năm 2010 là 100 người.